# Epidendrum hololeucum
Epidendrum hololeucum är en orkidéart som beskrevs av João Barbosa Rodrigues. Epidendrum hololeucum ingår i släktet Epidendrum och familjen orkidéer. Inga underarter finns listade i Catalogue of Life.

## Bildgalleri

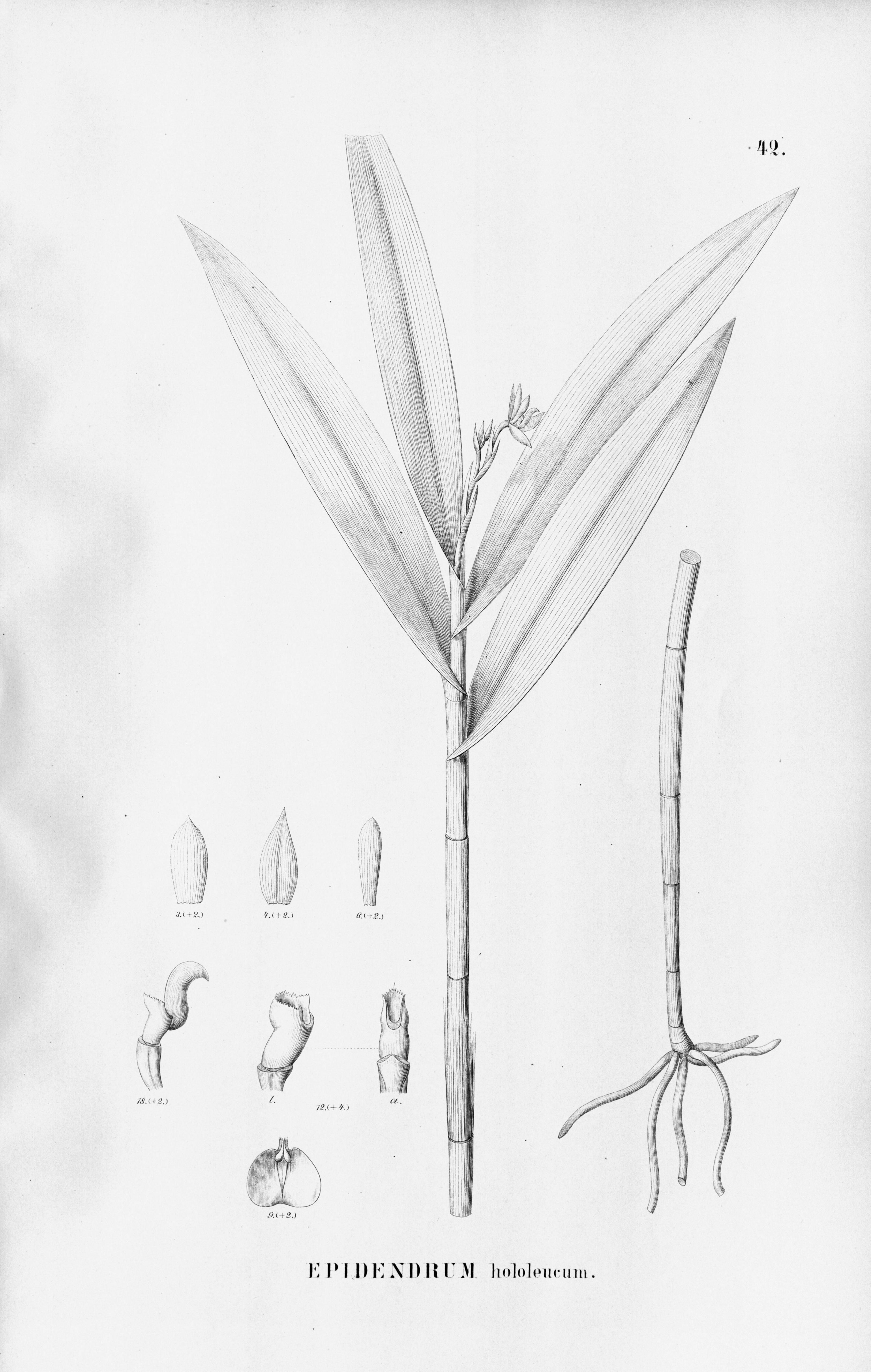